# Jürgen Heinrich
Jürgen Heinrich, all'anagrafe Jürgen Bruno Heinrich (Groß Godems, 20 agosto 1945) è un attore, regista e doppiatore tedesco.

## Biografia
Il padre di Heinrich scomparve durante la seconda guerra mondiale e crebbe con la madre, Emma Heinrich. Dopo il diploma in costruzioni navali, nel 1965 si diploma anche in teatro al Theaterhochschule Leipzig. Venne ingaggiato dalla DEFA-Produktion per il film Abschied di Egon Günther nel 1968. Reciterà in diverse produzioni nella DDR.
Nel 1982 Heinrich protesta per l'invasione sovietica dell'Afghanistan, guerra in Afghanistan (1979-1989), con il SED, prendendo il divieto di esercitare la professione nella DDR. Per tre anni lavorerà come tassista e fabbro. Nel 1985 lascia la DDR per Berlino Ovest. Ha a vuto una parte nel film Der Himmel über Berlin (1987) e in Ein Richter für Berlin (1988). Heinrich reciterà poi in serie come Tatort, Der Alte, Praxis Bülowbogen, Un caso per due.
Nel 1992 sul canale Sat.1 interpreta il protagonista della serie Wolffs Revier, e fa da regista nell'episodio Tag der Abrechnung. Nel 1993 assieme a Karl Heinz Willschrei, Klaus Pönitz e Gerd Wameling vince il Adolf-Grimme-Preis con medaglia di bronzo.
Come doppiatore ha dato la voce a diversi protagonisti, di film e serie televisive, tra i quali Matt Frewer, Ed O’Neill, James Belushi, Philippe Caubère, Vondie Curtis-Hall, David Morse, Stephen Rea, William Hurt, Tom Berenger, Tchéky Karyo, Don Stroud, Fred Dryer, Robert Duvall, Sam Waterston, Peter Riegert.
Jürgen Heinrich è sposato da metà anni '70 e ha un figlio e una figlia attrice, Katja Heinrich. Vive a Berlino. Parla oltre al tedesco, inglese, russo, spagnolo.